# Jason Hughes
Jason Hughes (ur. w 1971 w Porthcawl) – brytyjski aktor, z pochodzenia Walijczyk. Najbardziej znany z roli homoseksualnego prawnika Warrena Jonesa w serialu telewizji BBC TV This Life (1996–1997) oraz roli detektywa-sierżanta Bena Jonesa w serialu Morderstwa w Midsomer.
Jason mieszka w Brighton razem z żoną, aktorką Natashą Dahlberg, i trójką ich dzieci: Molly, Maxem i Carys.

## Inne wybrane role
- Mine All Mine (występ gościnny)
- Waking the Dead (serial, występ gościnny)
- Casualty (występ gościnny)
- Peak Practice (występ gościnny)
- Killing Me Softly (2002)
- Red Mercury (2005)
- Dead Long Enough (2005)